# پیام صفا
پیامی صفا (انگلیسی: Peyami Safa; ۲ آوریل ۱۸۹۹ – ۱۵ ژوئن ۱۹۶۱) روزنامه‌نگار، پدیدآور، و نویسنده اهل ترکیه بود.
او رمان های زیادی را با نام مستعار سرور بدی نوشت. او شخصیت جینگوز رجایی  را با الهام از شخصیت آرسن لوپن  خلق کرد.